# Attagenus lobatus
Attagenus lobatus es una especie de coleóptero de la familia Dermestidae.

## Distribución geográfica
Se distribuyen por el holártico: Norteamérica, norte de África, sur de Europa y Asia.